# 蘇良嗣
苏良嗣（606年—690年2月24日），封爵温国公，唐朝官员，唐睿宗第一次登基时曾任宰相。

## 家庭背景
苏良嗣生于隋炀帝年间的606年。父亲苏世长是隋朝官员，之前还是北周官员。619年隋朝灭亡后，苏世长投靠郑帝王世充，但621年郑朝被唐军击败投降，苏世长成为了唐高祖和唐太宗的官员。苏良嗣一家来自雍州，大约在今陕西西安，也是隋、唐两朝的京畿。

## 唐高宗年间
苏良嗣最初为洛州长史，因受妻子的妹夫贪赃事连累，贬冀州刺史。妻子的妹夫结案后前去谢罪，苏良嗣面色泰然淡定，说：“州牧、郡守调任是常事，我不知道被你连累甚麼。”
唐高宗年间，苏良嗣任周王李显（即后来的唐中宗）王府的司马，正色匡谏李显年少不法的行为，李显对他很敬畏。周王府属官多不称职，但苏良嗣守文自检，依法处置这些人，没人敢冒犯他，高宗对他也很赏识。
永淳元年（682年）六月，苏良嗣以岐州刺史改任雍州长史。当时，关中饥荒严重到了食人的地步，盗贼横行。苏良嗣为政严明，敢作案的盗贼不出三天即被擒，被号为神明。
高宗任他为荆州大都督府长史。七月，高宗派内侍去长江沿岸采办奇异竹木，想把它们移植到上苑。这些内侍滥用职权，欺压百姓，当他们路过荆州时，苏良嗣逮捕了他们，并上疏高宗，指出为了远方的宝物而扰民不是圣人所为，言辞切直。高宗对武后承认自己考虑不周，约束不严，才被苏良嗣所怪，并且下诏慰勉了苏良嗣，下令把已采办到的竹子都投入长江。
荆州有一座西梁宣帝所建的河东寺，系为其兄河东王萧誉所建。苏良嗣不知道该寺得名于河东王，惊道：“这座寺在江、汉之间，与河东何干？”于是上奏，导致河东寺被改名，当地士大夫抱怨苏良嗣学问不精。

## 唐睿宗年间
683年，唐高宗驾崩，太子李显（此时已改名李哲）继位为唐中宗，实权由摄政的武太后掌握。684年，中宗表现出独立执政的迹象，被太后所废，太后改立中宗之弟豫王李旦为唐睿宗，更加把持朝政。苏良嗣迁工部尚书，垂拱元年（685年）五月代王德真守纳言，实际相当于宰相。太后定居洛阳后，命苏良嗣为西京长安留守，累封温国公。当他离开洛阳时，太后亲自赋诗饯送，赏赐和恩遇都很优渥。当时尚方监裴匪躬负责检校京苑，提议贩卖禁苑中的蔬果为朝廷谋利。苏良嗣拒绝了，引用春秋时鲁国国相公仪休的典故，指出朝廷不宜和农民争夺商業利益，遂劝止。
二年（686年）六月，苏良嗣被召回洛阳，任文昌左相，随后进为同凤阁鸾台三品。其间，他曾经於南门遭遇太后的男宠和尚薛懷義，怀义无礼，良嗣大怒，命左右武士掌摑了怀义的脸之後，把怀义拖出去，不讓他走南門。当怀义向太后抱怨时，太后半开玩笑地答道：“阁下应该走北门，宰相们在南门议事，井水不犯河水。” 
苏良嗣很礼遇乾封尉韦安石。永昌元年（689年），韦安石为雍州司兵，苏良嗣对他说：“大材须大用，何必徒劳于州县。”特荐他于太后，使他被擢拜膳部员外郎、永昌令、并州司马。
载初元年（690年）正月，苏良嗣被解文昌左相职，加特进，仍以同凤阁鸾台三品为相。他和同为宰相的地官尚书韦方质不合，三月，当韦方质坐罪当诛时，攀诬苏良嗣。太后公然表示不相信苏良嗣会有牵连，苏良嗣惶恐拜谢，却不能起身，倒在朝堂上，由皇家的马车送回府邸。太后派侍御医张文仲、韦慈藏照顾他。张文仲说是忧愤邪气所激，如果冲胁痛，就救不了了。未及吃饭时，苏良嗣就为冲胁绞痛所苦。张文仲又说如果病到了心，就不可治疗。苏良嗣很快心痛，张文仲不复下药，当天晚上苏良嗣卒。武则天辍朝三日，举哀于观风门，命百官去苏家赴吊，赠开府仪同三司、益州都督，赐绢布八百段、米粟八百石，并降玺书吊祭。然而不久，他的长子太常丞苏践言被酷吏陷害，与弟弟苏践忠都被弹劾处绞刑，酷吏要求斩苏良嗣棺，但在司刑丞徐有功奏请下，苏氏父子免遭这些刑罚，苏践言流死岭南，苏良嗣的官爵遭到追削，财产被没收。神龙元年（705年），唐中宗复位。景龙元年（707年），中宗恢复了苏良嗣的生前爵位，追赠司空，允许苏践言的儿子苏务玄袭温国公。后来唐玄宗年间，苏良嗣被揭发有罪，玄宗下诏免斩其棺、宽抄其家。
苏良嗣后来亦得绘图凌烟阁。

## 子孙
- 苏践言，秘书监
  - 苏务玄，开元年间为邠王府长史
  - 苏务寂，梓州刺史
  - 苏务升
- 苏践忠
- 苏践信，中书舍人，有孙苏震娶真阳公主
  - 苏彦伯，娶长宁公主
- 苏践义
  - 苏务廉
- 苏践节。曾孙苏檀，太府卿

另有兄孙苏弁。

## 延伸阅读
[在维基数据编辑]
 《新唐書·卷103》，出自《新唐書》